# Cao lương
Cao lương, một loại ngũ cốc cổ thuộc họ cỏ Poaceae hay còn gọi miến mía, cao lương đỏ, (cỏ) miến to, lúa miến, bo bo, mộc mạch là một loài thực vật có hoa trong họ Hòa thảo. Loài này được (L.) Moench miêu tả khoa học đầu tiên năm 1794.
Có nhiều loại cao lương, phổ biến nhất là Sorghum bicolor, có nguồn gốc từ Châu Phi. Ngoài ra, còn có các loại hạt cao lương có nguồn gốc từ Úc, Ấn Độ và các nước Đông Nam Á khác. 
Cao lương là cây ngũ cốc quan trọng thứ năm trên thế giới sau lúa gạo, lúa mỳ, ngô và đại mạch. Cao lương là cây hàng năm nhưng cây trồng là lâu năm. Loài cây này mọc thành nhóm cao đến 4 m. Hạt cao lương có hình dạng nhỏ, tròn và thường có màu trắng hoặc vàng - mặc dù một số giống có thể cho hạt cao lương đỏ, nâu, đen hoặc tím. Hạt có đường kính từ 3–4 mm. Hạt được dùng làm lương thực (lưu ý phải xay ra thành bột), hoặc nuôi gia súc, sản xuất si rum, ethanol.

## Cao lương ngọt
Cao lương ngọt là cây trồng C4, điểm bù CO2 thấp, quang hô hấp rất thấp, sự thoát hơi nước thấp và cho năng suất sinh học cao. Cây thường cao 2 – 5 mét, sinh trưởng nhanh, phát triển tốt ở vùng nhiệt đới, cận nhiệt đới; phù hợp với đất trồng pH = 5,0 - 8,5; chịu hạn tốt; thời gian sinh trưởng ngắn, từ 100-115 ngày, năng suất 95-125 tấn/ha.
Cao lương trồng nhiều ở Mỹ, Ấn Độ, Nigeria, Trung Quốc, Mexico, Sudan và Argentina. Do thân có hàm lượng đường cao nên cây cao lương được dùng làm nguyên liệu chiết xuất ethanol sinh học.

## Ở Việt Nam
"Ăn cơm độn bo bo" là ký ức khó quên của nhiều người Việt thời kỳ nghèo khó thập niên 1970-1980. Thời đó Việt Nam bị thiếu lương thực, một số nước bạn bè như Liên Xô, Ấn Độ và một số nước có quan hệ hữu nghị đã viện trợ loại lương thực này cho Việt Nam.
Hạt bo bo có vỏ rất cứng và rất khó nấu ăn trực tiếp. Để làm thực phẩm, bo bo phải qua xay xát thành bột và lên men, làm thành bánh mì hoặc mì sợi. Nhưng người Việt thời đó phần lớn không biết cách chế biến loại hạt này. Để ăn hạt bo bo, người Việt thường phải ngâm nước và nấu thật lâu, giống như cách họ quen làm với lúa gạo, nhưng nấu xong thì hạt bo bo vẫn rất dai và cứng. Để dễ ăn, người ta phải độn bo bo với cơm. Vì thế, thành ngữ "Ăn cơm độn bo bo" trở thành câu nói mà nhiều người Việt dùng để chỉ sự thiếu thốn lương thực (dù thực ra nếu biết cách chế biến thì bo bo là loại lương thực có hàm lượng dinh dưỡng cao, được người dân nhiều nước sử dụng rất rộng rãi).

## Hình ảnh

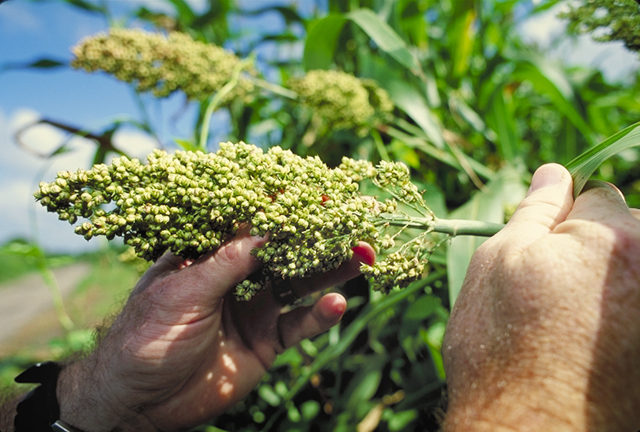
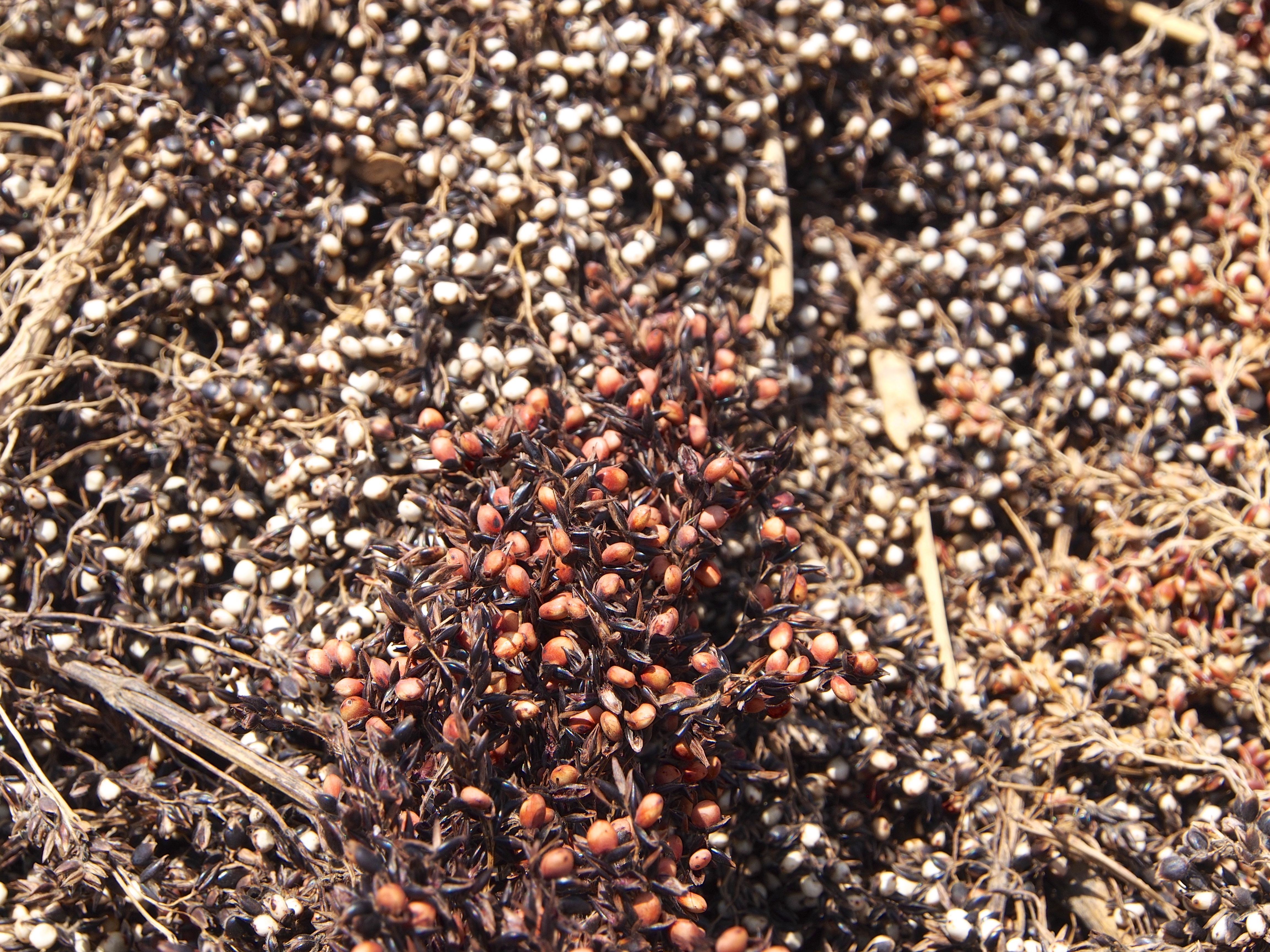
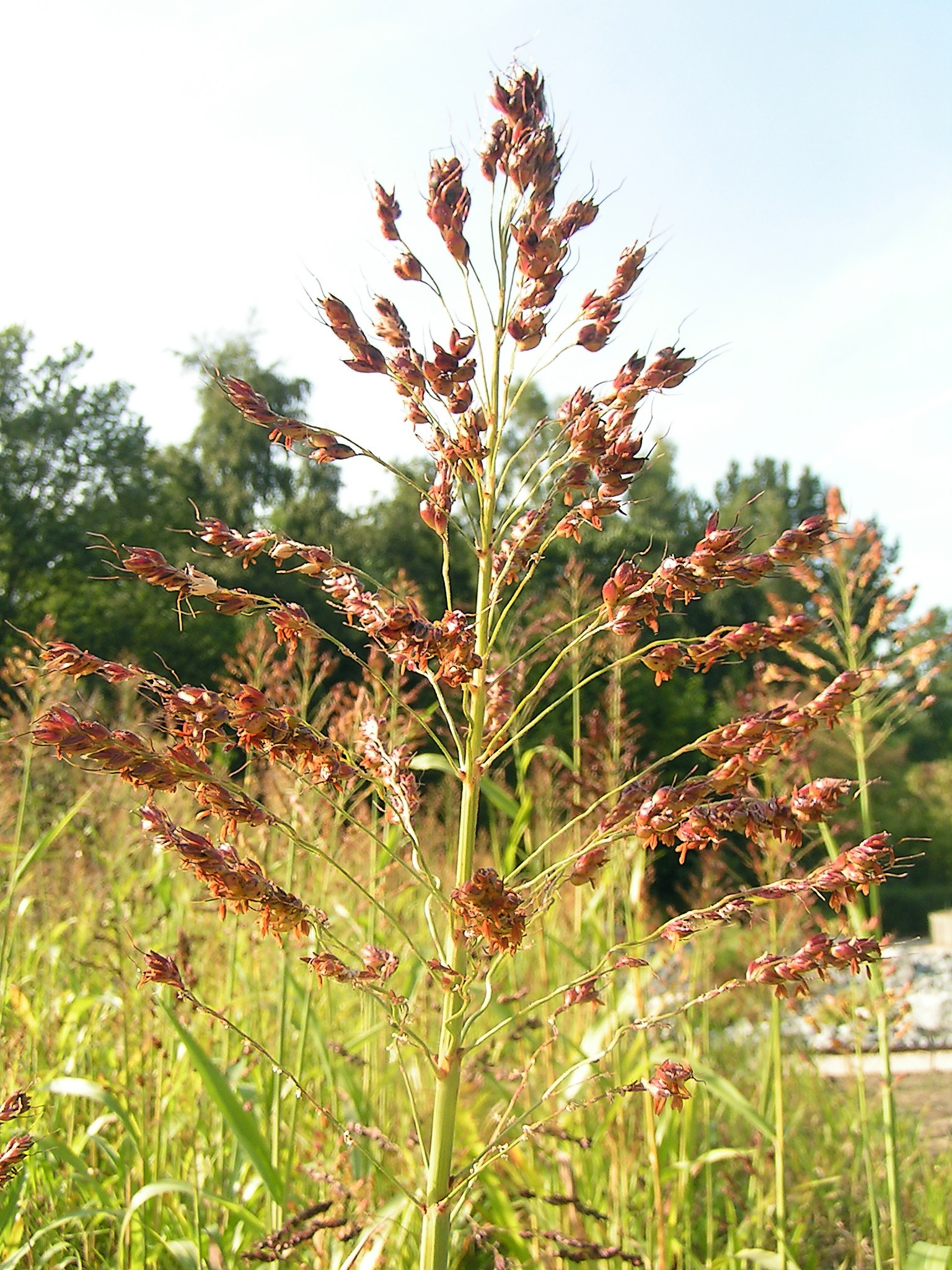
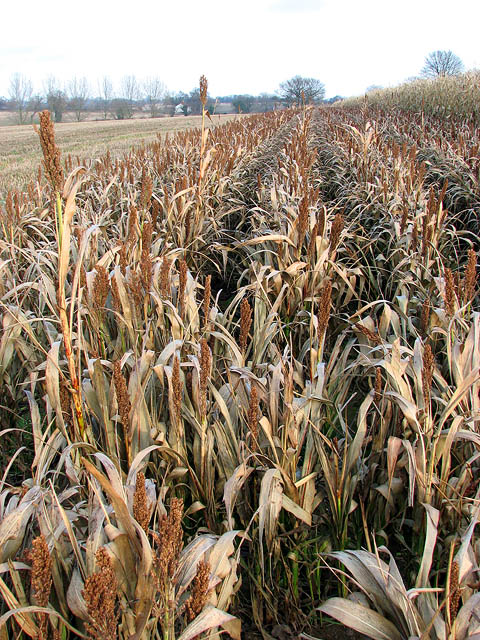